# هرب آبرامسن
هرب آبرامسن (انگلیسی:Herb Abramson؛ ۱۶ نوامبر ۱۹۱۶ – ۹ نوامبر ۱۹۹۹) تهیه‌کننده موسیقی و موسیقی‌دان اهل ایالات متحده آمریکا بود. او از بنیان‌گذاران شرکت نشر موسیقی آتلانتیک رکوردز بود.